# Nolana salsoloides
Nolana salsoloides là loài thực vật có hoa trong họ Cà. Loài này được I.M. Johnst. mô tả khoa học đầu tiên.